# Forestdale (Massachusetts)
Forestdale – jednostka osadnicza w Stanach Zjednoczonych, w stanie Massachusetts, w hrabstwie Barnstable, na półwyspie Cape Cod.